# Thalassogena
Thalassogena es un género de hongos de la familia Halosphaeriaceae. Es un género monotípico que solamente contiene una especie: Thalassogena sphaerica.